# Bennettboomkangoeroe
De Bennettboomkangoeroe (Dendrolagus bennettianus) is een zoogdier uit de familie van de kangoeroes (Macropodidae). De wetenschappelijke naam van de soort werd voor het eerst geldig gepubliceerd door Charles Walter De Vis in 1887.

## Kenmerken
Het lichaam is grotendeels grijsbruin, maar de schouders, de nek en de bovenkant van het hoofd zijn oranje, de kop is grijs en de voeten en handen zijn zwart. De lange staart is aan de bovenkant bij de wortel zwart, dan lichtgrijs en op het laatste derde deel weer zwart; de onderkant is geheel zwart. De kop-romplengte bedraagt 700 tot 750 mm, de staartlengte 730 tot 830 mm en het gewicht 8 tot 13,5 kg.

## Leefwijze
Deze kangoeroe klimt in bomen, hij is tenslotte een boomkangoeroe, maar ook op de grond is hij beweeglijk; hij springt net als andere kangoeroes. Het dier is 's nachts actief en eet bladeren en wat fruit.

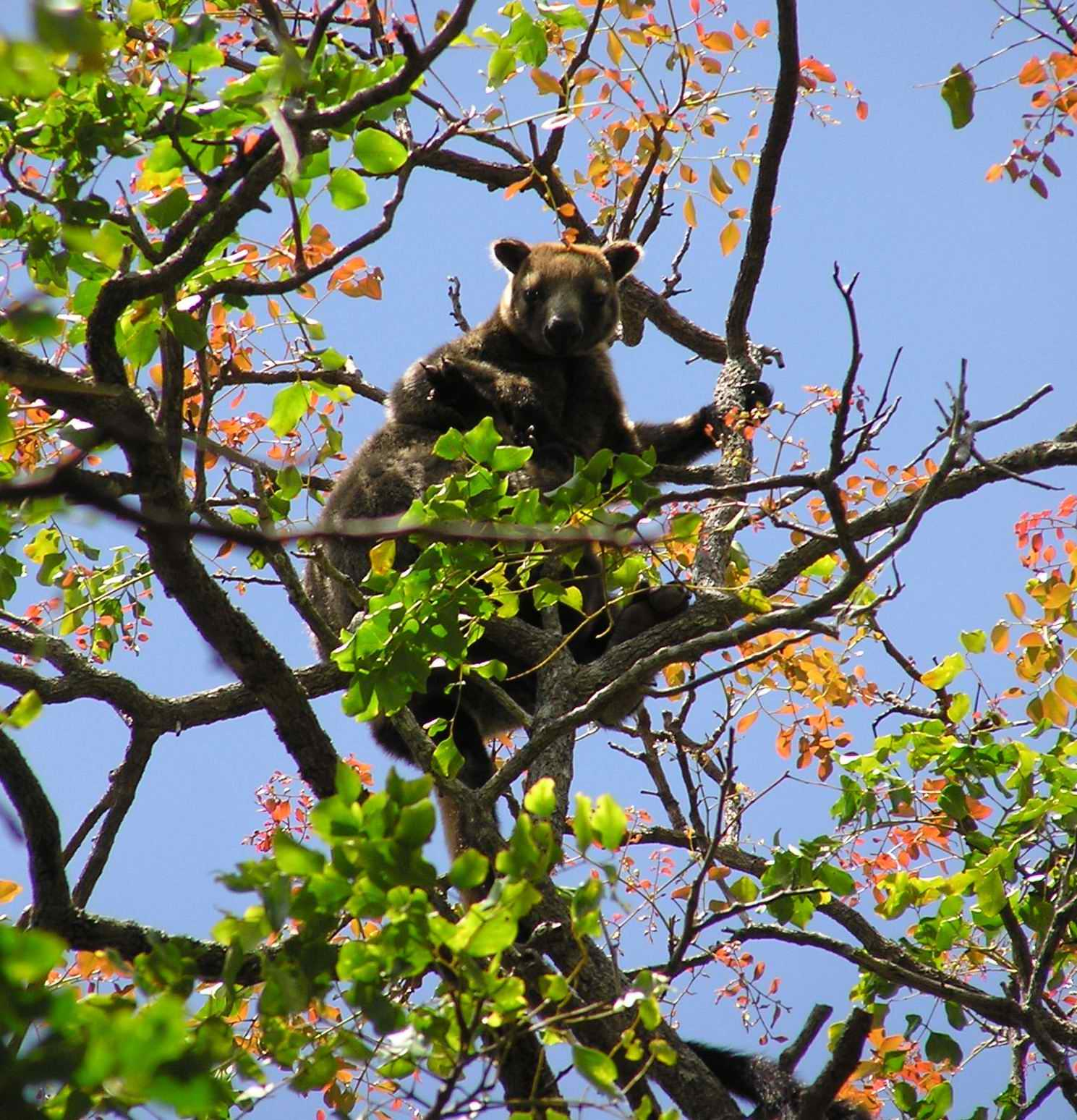
Moeder met jong

## Voortplanting
Vrouwtjes krijgen elke twee jaar een jong, meestal iets voor het begin van het natte seizoen.

## Verspreiding
Deze soort komt voor in de bossen van Noordoost-Queensland tussen de rivier Daintree, Mount Amos en het Mount Windsor Tableland, een gebied van 75 bij 50 km. Deze soort werd vroeger als een ondersoort van de Nieuw-Guinese Doriaboomkangoeroe (D. dorianus) gezien, maar is in feite niet nauw verwant aan andere boomkangoeroes; samen met de andere Australische soort, de Lumholtzboomkangoeroe (D. lumholtzi), en de Nieuw-Guinese grijze boomkangoeroe (D. inustus) vormt hij een primitieve groep binnen het geslacht.